# ليليان ستيوارت كارل
ليليان ستيوارت كارل (بالإنجليزية: Lillian Stewart Carl)‏ (1949)؛ روائية أمريكية.